# Європейський суд аудиторів
Європе́йський суд авди́торів (ЄСА; англ. European Court of Auditors, ECA) — вища авдиторська інституція Європейського Союзу (ЄС). Вона була заснована в 1975 році в Люксембурзі і є однією з семи інституцій ЄС. До складу ЄСА входить по одному члену від кожної країни-члена ЄС (наразі їх 27 ), а також близько 800 державних службовців.
ЄСА публікує результати своєї авдиторської роботи в різних звітах – річних звітах, спеціальних річних звітах і спеціальних звітах – залежно від типу авдиту. Інші опубліковані роботи включають думки та публікації на основі оглядів. Загалом у 2017 році ЄСА опублікувала 93 звіти. Усі звіти, висновки та огляди публікуються на вебсайті ЄСА офіційними мовами ЄС.

## Історія
ЄСА був заснований згідно з Бюджетним договором 1975 року та був офіційно створений 18 жовтня 1977 року, провівши свою першу сесію через тиждень. У той час ЄСА не був офіційною інституцією; ЄСА був зовнішньою інституцією, призначеною для авдиту фінансів Європейських Спільнот. Він замінив два окремі аввдиторські органи: один займався фінансами Європейської економічної спільноти та Євратому, а другий займався Європейською спільнотою з вугілля та сталі.
ЄСА не мав визначеного правового статусу до Маастрихтського договору, коли він став п’ятою інституцією, першою новою інституцією з моменту заснування Спільнот. Ставши інституцією, він отримав деякі нові повноваження, наприклад можливість подавати позови до Суд Справедливості. Спочатку його авдиторські повноваження стосувалися лише Європейської Спільноти, підвалини Європейського Союзу (ЄС), але згідно з Амстердамським договором він отримав повні повноваження щодо авдиту фінансів усього ЄС.

## Компетенція
Незважаючи на свою назву, ЄСА не має юрисдикційних функцій і не судом у звичному розумінні цього слова (цей орган можна порівняти з Рахунковою палатою України). Це радше професійне агентство зовнішнього авдиту. Основна роль ЄСА полягає у зовнішній перевірці правильности виконання бюджету Європейського Союзу та законного та раціонального використання коштів ЄС. При цьому ЄСА перевіряє документи всіх осіб, які займаються будь-якими доходами чи витратами Союзу, і проводить вибіркові перевірки. ЄСА зобов’язана повідомляти про будь-які проблеми у своїх звітах до відома держав-членів та інституцій ЄС, ці звіти включають його загальні та спеціальні річні звіти, а також спеціальні звіти про аудит ефективності. Рішення ЄСА є основою для рішень Європейської комісії; наприклад, коли ЄСА виявила проблеми в управлінні коштами ЄС у регіонах Англії, Комісія призупинила надходження коштів у ці регіони та готова штрафувати тих, хто не повертається до прийнятних стандартів.
Виконуючи цю роль, ЄСА має залишатися незалежним, але залишатися на зв’язку з іншими інституціями; наприклад, ключову роль відіграє представлення щорічного звіту ЄСА Європейському парламенту. Саме на ґрунті цього звіту парламент приймає рішення про те, чи погоджувати Європейській комісії з бюджетом на відповідний рік. Зокрема, парламент відмовився це зробити в 1984 та 1999 роках, останній випадок змусив Комісію Сантера піти у відставку . Якщо ЄСА задоволена, також надсилає запевнення Раді та Парламенту, що гроші платників податків використовуються належним чином і з ЄСА необхідно проконсультуватися перед ухваленням будь-якого законодавства з фінансовими наслідками, але її думка ніколи не є обов’язковою. Отож:
1. Усі інституції ЄС, і будь-які установи, які оперують коштами від імені ЄС, а також державні ревізійні органи чи урядові відомства мусять надавати документи на запит Суду аудиторів (СА).
2. За потреби Суд аудиторів може вивчати документи: «на місці в інших інституціях… та державах-членах» або «в приміщенні будь-якого органу, що управляє коштами від імені Спільноти та будь-якої фізичної чи юридичної особи, яка отримувала гроші з бюджету» (стаття 248.3 Договору про заснування Європейської Спільноти).
3. Результати своїх досліджень оприлюднює у вигляді звітів — регулярних річних та спеціальних тематичних. Крім того, за законом, перш ніж ухвалювати фінансові й антишахрайські законодавчі акти, Рада запитує думку Суду аудиторів.

## Склад
ЄСА складається з одного члена від кожної держави-члена ЄС, кожен з яких призначається Радою Європейського Союзу одноголосно на шестирічний термін з можливістю поновлення. Однак не всі вони змінюються кожні шість років, оскільки їхні повноваження не збігаються (чотири з початкових членів почали з скорочених чотирьох років із цієї причини). Члени обираються з числа людей, які працювали в національних аудиторських органах, які мають кваліфікацію для цієї посади та чия незалежність не викликає сумнівів. Під час роботи в Суді члени не можуть займатися іншою професійною діяльністю.
Оскільки орган є незалежним, його члени можуть самостійно вирішувати свою організацію та правила процедури, хоча вони повинні бути ратифіковані Радою Європейського Союзу. Після Ніццького договору ЄСА може створювати «палати» (лише з кількох членів у кожній) для ухвалення певних типів звітів або висновків.
ЄСА має штат із приблизно 800 авдиторів, перекладачів та адміністраторів, найнятих у рамках Європейської публічної служби. Авдитори поділяються на авдиторські групи, які перевіряють і готують проєкти звітів для прийняття рішень ЄСА. Перевірки відбуваються не лише в інституціях ЄС, а й у будь-якій державі, яка отримує кошти ЄС, враховуючи, що 90% надходжень і видатків управляється національною владою, а не ЄС. Виявивши помилку, ЄСА, не маючи власних юридичних повноважень, інформує Європейське управління по боротьбі з шахрайством (OLAF), яке є агентством ЄС з боротьби з шахрайством. ЄСА також допомагає Генеральний секретар Європейського суду аудиторів, обраний Колегією членів ЄСА, який, разом із загальним керівництвом і допомогою Президенту, складає проєкти протоколів і зберігає архіви рішень, а також забезпечує публікацію звітів в Офіційному віснику Європейського Союзу.

### Президент
Члени обирають одного зі своїх членів як президента ЄСА на поновлюваний трирічний термін. Вибори проводять таємним голосуванням тих членів, які подали заявку на пост президента. Обов'язки президента (які можуть бути делеговані) полягають у скликанні та головуванні на засіданнях ЄСА, забезпеченні виконання рішень та належного управління департаментами (та іншими видами діяльности). Президент також представляє установу та призначає представника для нього у спораз.
Нинішнім президентом є Тоні Мерфі (з Ірландії), який обійняв посаду 1 жовтня 2022 року. Він змінив Клауса-Хайнера Лене (Німеччина), обраного в 2016 році. Попередніми президентами були сер Норман Прайс (обраний у 1977 році, Велика Британія), Майкл Мерфі (1977, Ірландія), П’єр Лелонг (1981, Франція), Марсель Март (1984, Люксембург), Альдо Ангіоі (1990, Італія), Андре Міддельгук (1992, Нідерланди), Бернхард Фрідман (1996, Німеччина), Ян О. Карлссон (1999, Швеція), Хуан Мануель Фабра Валлес † (2002, Іспанія), Губерт Вебер (2006, Австрія) і Вітор Мануель да Сілва Калдейра (2007, Португалія).

### Генеральний секретар
Генеральний секретар Європейського суду аудиторів є найстаршим співробітником ЄСА. Призначається на шестирічний термін, він відповідає за управління персоналом ЄСА та адміністрування ЄСА. Крім того, Генеральний секретар відповідає за бюджет, переклад, навчання та інформаційні технології.

#### Перелік
- 1989–1994: Патрік Еверард
- 1994–2001: Едуард Рупперт
- 2001–2008: Мішель Ерве (Франція)
- 2008–2009: Джон Спід (тимчасово, Сполучене Королівство)
- 2009–2020: Едуардо Руїс Ґарсія (Іспанія)
- 2020–2020: Філіп Фруадюре (тимчасово)
- З 2021: Захаріас Коліас (Греція)

### Кадрове забезпечення
Співробітники ЄСА – це в основному офіційні особи, набрані через списки резервів із загальних конкурсів, організованих зовнішнім посиланням Європейського офісу відбору персоналу (EPSO). Однак за певних обставин ЄСА може також залучати тимчасових співробітників або співробітників за контрактом. Щоб мати право на посаду в ЄСА, потрібно бути громадянином однієї з держав-членів Європейського Союзу.

#### Стажування
Як і інші інституції ЄС, ЄСА організовує три сесії стажування на рік у сферах, які становлять інтерес для її роботи. Стажування надається максимум на три, чотири або п’ять місяців і може оплачуватися (1500 євро на місяць) або не оплачуватися.

## Критика

### Заява про забезпечення
З 1994 року ЄСА зобов'язана надавати «заяву про забезпечення», по суті, сертифікат про річний бюджет. Це є проблемою, оскільки навіть відносно незначні недогляди вимагають від ЄСА відхилити заяву про забезпечення для всього бюджету, навіть якщо майже весь бюджет вважається надійним.
Це призвело до повідомлень у мас-медіа про те, що рахунки ЄС «пронизані шахрайством», де проблеми ґрунтуються на помилках у документах, навіть якщо базові витрати були законними. Сама система авдиту викликала критику через таке сприйняття. Комісія, зокрема, заявила, що планка занадто висока, і лише 0,09% бюджету підлягає шахрайству. Комісія в іншому місці заявила, що важливо розрізняти шахрайство та інші порушення. Суперечливе звільнення у 2003 році Марти Андреасен за її критику процедур у 2002 році для деяких поставило під сумнів чесність інституцій.
Часто стверджувалося, що річна звітність не була засвідчена зовнішнім авдитором з 1994 року. У своєму щорічному звіті про виконання бюджету ЄС за 2009 рік ЄСА виявив, що дві найбільші сфери бюджету ЄС, сільське господарство та регіональні витрати, не були затверджені і мають суттєві помилки. Тим не менш, Європейська комісія стверджує, що всі бюджети з 2007 року були підписані.
Террі Вінн, депутат Європарламенту, який працював у парламентському комітеті з бюджетного контролю та досяг посади голови, також підтримав ці заклики, заявивши, що Комісія не може досягти цих стандартів. У звіті під назвою «Бюджет ЄС – громадське сприйняття та факти» – скільки це коштує, куди йдуть гроші та чому його так критикують? Вінн посилається на те, що практика в ЄС відрізняється від практики в США. У США увага зосереджена на фінансовій інформації, а не на законності та правильності базових операцій. «Отже, за винятком Європи, політична реакція в США на неможливість отримати чистий авдиторський висновок є лише «великим позіханням».
У своєму річному звіті за 2010 рік ЄСА чітко заявив, що «відповідальність за законність і регулярність витрат на політику згуртованости починається з держав-членів, але Комісія несе остаточну відповідальність за правильне виконання бюджету». У попередніх звітах ЄСА зазначив, що «незалежно від застосованого методу реалізації, Комісія несе остаточну відповідальність за законність і правильність операцій, що лежать в основі рахунків Європейських Спільнот (стаття 274 Договору)».

### Склад
Розмір складу ЄСА також зазнав критики. Завдяки системі «один член на державу» Колегія членів зросла з дев’яти до двадцяти восьми станом на 2013 рік (двадцять сім після завершення виходу Сполученого Королівства з Європейського Союзу / Brexit 31 січня 2020 року). Таким чином, спроба досягти консенсусу в організмі стала важчою; це призвело до скорочення кількости його спеціальних доповідей на рік з п’ятнадцяти до шести між 2003 і 2005 роками, незважаючи на те, що його штат збільшився на 200 за той самий період. Деякі пропозиції полягали в тому, щоб його розмір було зменшено до п’яти членів або лише до одного, можливо, з дорадчою радою з членів від кожної країни-члена. Однак ні Європейська конституція, ні Лісабонський договір не пропонували жодних змін до його складу, незважаючи на заклики колишніх членів ЄСА та євродепутатів прийняти зміни.